# Gran Pozo MTDE
Gran Pozo MTDE es una cueva subterránea localizada en la región de Cantabria, en el norte de España. Este pozo descubierto el 2016 es conocido por su notable profundidad y sus características geológicas distintivas, lo que lo convierte en un sitio de interés para la espeleología y la investigación geológica.

## Ubicación y Geografía
El Gran Pozo MTDE se encuentra en el área montañosa de Cantabria, una región con un paisaje kárstico caracterizado por formaciones rocosas de piedra caliza. La cueva está situada en las proximidades de la Sierra del Escudo de Cabuérniga, una zona conocida por su red de cavidades naturales. La entrada al pozo está a una altitud aproximada de 900 metros sobre el nivel del mar, lo que contribuye a su acceso relativamente desafiante.

## Características Geológicas
El Gran Pozo MTDE es una de las cavidades subterráneas más profundas de la región. Entre sus características geológicas más destacadas se encuentran:

## Profundidad
La cueva presenta una profundidad de aproximadamente 435 metros, con un pozo vertical que se extiende a través de varias capas de roca calcárea. La estructura vertical del pozo es notable por su forma cilíndrica y su tamaño.
Formaciones Kársticas:
Dentro de la cueva se pueden observar formaciones típicas de ambientes kársticos, como estalactitas, estalagmitas y columnas. Estas formaciones han sido esculpidas a lo largo de milenios por la acción del agua de infiltración que disuelve el carbonato de calcio en la roca.

## Cavernas y Salas
La cueva cuenta con varias salas amplias y cámaras subterráneas que se han formado debido a la disolución de la roca calcárea. Estas áreas proporcionan un entorno de estudio para geólogos y espeleólogos interesados en la evolución de las cavidades kársticas.

## Historia de Exploración
El Gran Pozo MTDE fue descubierto a finales de la década de 1970. Desde entonces, ha sido objeto de exploraciones detalladas y estudios científicos.